# ماري كوري (فلم)
ماري كوري (بالفرنسية: Marie Curie) وفي العرض الإنجليزي عرف باسم ماري كوري: شجاعة المعرفة (بالإنجليزية: Marie Curie: The Courage of Knowledge) هو فيلم سيرة ذاتية فرنسي تم إنتاجه في سنة 2016 ويتناول سيرة عالمة الفيزياء ماري كوري، وهو من إخراج ماري نويل وبطولة كارولينا غروشكا وأرييه فورتهالتر وتشارلز بيرلنغ وإيزابيلا كونا ومالك الزيدي وماري دينارود تم عرضه لأول مرة في مهرجان تورونتو السينمائي الدولي في سنة 2016. في موقع الطماطم الفاسدة أشاد معظم النقاد بالفيلم وحصل على تقييم 61% فيما ذكر آخرون أن شخصية ماري كوري كانت تحتاج لعمل فيلم أفضل من ذلك.

## البطولة
- كارولينا غروشكا بدور ماري كوري
- أرييه فورتهالتر بدور بول لانجفان
- تشارلز بيرلنج بدور بيار كوري
- إيزابيلا كونا بدور برونيا
- مالك الزيدي بدور أندريه ديبيرنيه
- أندريه يلمز بدور يوجين كوري
- دانييل أولبريشكي بدور إيميل أماغات
- ماري دينارنود بدور جين لانجفان
- سامويل فينزي بدور غوستاف تيري
- بيوتر غلوفاكي بدور ألبرت أينشتاين

## روابط خارجية
- مقالات تستعمل روابط فنية بلا صلة مع ويكي بيانات